# 大同晚报
大同晚报，创刊于1958年9月1日，时名《雁北报》，一周三刊，四开四版，为山西省雁北地委的机关报。1984年1月1日，改为《雁北日报》。 后来雁北地区与大同市合并，1993年9月3日《雁北日报》更名为《大同晚报》。2000年9月，大同日报社与大同晚报社合并，组成大同报社。大同晚报每日出刊，4开16版，编辑部在大同市平城街（原雁同东路）甲1号。